# Departamento de Cruz del Eje
Departamento de Cruz del Eje är en kommun i Argentina.   Den ligger i provinsen Córdoba, i den centrala delen av landet, 800 km nordväst om huvudstaden Buenos Aires. Antalet invånare är 52 172.
Omgivningarna runt Departamento de Cruz del Eje är i huvudsak ett öppet busklandskap. Runt Departamento de Cruz del Eje är det glesbefolkat, med 10 invånare per kvadratkilometer.